# NGC 2016
NGC 2016 je otvoreni skup u zviježđu Stolu. 

## Vanjske poveznice
- SEDS: NGC 2016